# Viele-Welten-Interpretation
Die Viele-Welten-Interpretation (VWI; von englisch many-worlds interpretation, Abk.: MWI) ist in der Physik eine Interpretation der Quantenmechanik. Sie geht ursprünglich auf den US-amerikanischen Physiker Hugh Everett III. zurück und grenzt sich in ihrem grundlegenden Ansatz deutlich von der traditionellen Kopenhagener Deutung (Bohr/Heisenberg) ab.
Andere Namen sind Everett-Interpretation, EWG-Interpretation (Everett/Wheeler/Graham), Theorie der universellen Wellenfunktion, Viele-Vergangenheiten-Interpretation, Viele-Welten-Theorie oder schlicht Viele-Welten. Es gibt auch heute noch ein großes Interesse an dieser Interpretation und auch unterschiedliche Auffassungen, wie ihr Bezug zur Realität zu verstehen ist.
Everett postulierte im Jahre 1957 „relative“ quantenmechanische Zustände. Der US-Physiker Bryce DeWitt verbreitete diesen Ansatz dann in den 1960er und 1970er Jahren unter Viele-Welten und bezeichnete damit die unterschiedlichen möglichen Zustände des Quantensystems nach einer Messung. Die VWI enthält keinen Kollaps der Wellenfunktion und erklärt dessen subjektives Erscheinen mit dem Mechanismus der Quanten-Dekohärenz, was die physikalischen Paradoxa der Quantentheorie, wie das EPR-Paradoxon und das Schrödingers-Katze-Paradoxon, auflöst, da jedes mögliche Ergebnis jedes Ereignisses in seiner eigenen Welt realisiert ist.

## Motivation und grundlegende Konzepte
Die Kopenhagener Interpretation galt zu Everetts Zeiten als die vorherrschende Lehrmeinung. Viele Physiker sahen jedoch einen Widerspruch zwischen der deterministischen Zeitentwicklung eines quantenphysikalischen Zustandes nach der kontinuierlichen Schrödingergleichung und der Forderung nach einem probabilistischen und instantanen Kollaps der Wellenfunktion im Augenblick einer Messung (vgl. auch Postulate der Quantenmechanik). Damit sieht die Kopenhagener Interpretation zwei komplementäre Dynamiken: Zum einen die reversible und deterministische Entwicklung des Zustandes in einem unbeobachteten System, zum anderen eine sprunghafte, irreversible und nichtlokale Änderung des Zustandes bei einer Messung. Die Begründer der Kopenhagener Interpretation rechtfertigten dies mit der Notwendigkeit von klassischen Begriffen, die eine Unterteilung des Gesamtsystems in klassischen und quantenmechanischen Bereich unausweichlich macht: Nur wenn ein Messergebnis mit klassischen Begriffen beschreibbar ist, kann das Messergebnis als eindeutiges und irreversibel eingetretenes Ereignis (Faktum) gelten.
Everetts Motivation war es vornehmlich, das Kollapspostulat sowie die Wahrscheinlichkeitsinterpretation aus den anderen Axiomen abzuleiten. Er zielte auf eine Vereinfachung der Axiomatik der Quantenmechanik. Er wollte dadurch auch eine Möglichkeit der internen Anwendung der Quantenmechanik, also eine Anwendung des Formalismus auf ein rein quantenmechanisches System geben. Dies ist in der Kopenhagener Interpretation aufgrund der Unterteilung in klassische und quantenmechanische Bereiche nicht möglich. Diese Fragestellung war insbesondere für die Entwicklung einer konsistenten Theorie der Quantengravitation von großem Interesse. Ein oft zitiertes Beispiel für eine solche interne Anwendung ist die Formulierung einer Wellenfunktion des Universums, also die Beschreibung eines rein quantenmechanischen Universums ohne außenstehenden Beobachter.
In seinem ursprünglichen Artikel Relative State Formulation of Quantum Mechanics von 1957 zielt Everett darauf ab, die Quantenmechanik nur von der deterministischen Entwicklung eines Zustandes gemäß der Schrödingergleichung zu rekonstruieren, er verzichtet also auf ein Kollapspostulat und versucht, den Messvorgang nur unter Benutzung der Schrödingergleichung zu beschreiben. Er legt dabei Wert darauf, dass der Wellenfunktion keine a-priori-Interpretation zukommt, diese müsse erst aus der Korrespondenz mit der Erfahrung gewonnen werden. Der Rahmen der Interpretation sei allerdings durch die Theorie bestimmt. Everett betont, dass auch eine Beschreibung des Beobachters im Rahmen der Theorie notwendig sei.
Everett entwickelte zunächst das Konzept der relativen Zustände von zusammengesetzten Systemen: Kommt es zu Wechselwirkungen zwischen Teilen des Systems, so sind die Zustände dieser Teile nicht mehr unabhängig voneinander, sondern auf eine bestimmte Art und Weise korreliert. Unter diesem Gesichtspunkt behandelt er auch die Messung an einem Quantensystem. Den Beobachter definiert Everett dabei durch ein beliebiges Objekt mit der Fähigkeit, sich an das Ergebnis der Messung zu erinnern. Dies bedeutet, dass sich der Zustand des Beobachters durch das Ergebnis der Messung verändert. Die Messung wird somit lediglich als spezielle Art der Interaktion zweier Quantensysteme behandelt. Sie ist damit, anders als in einigen anderen Interpretationen, nicht von den Axiomen her ausgezeichnet.
Indem er die relativen Zustände des Beobachters zum beobachteten System formal im Sinne der dynamischen Entwicklung der Schrödingergleichung analysiert, ist Everett in der Lage, einige Axiome der Kopenhagener Interpretation zu reproduzieren, allerdings ohne einen Kollaps der Wellenfunktion. Stattdessen „verzweigt“ die Wellenfunktion – einschließlich der Beobachter – in verschiedene Ausprägungen, die einander überlagert sind und nicht miteinander interagieren können. Diese Zweige sind es, die Bryce DeWitt später als die namensgebenden vielen Welten bezeichnet, wobei die vielen Welten allerdings keine räumlich getrennten Welten, sondern getrennte Zustände im jeweiligen Zustandsraum sind. Everett selber sprach von relativen Zuständen; seine Interpretation bezeichnete er ursprünglich als Correlation Interpretation und dann als Relative State Formulation. Er verstand diese als Metatheorie zur Quantenmechanik.

## Rezeption
Unter Anleitung seines Doktorvaters John Archibald Wheeler veröffentlichte Everett eine verkürzte Version seiner Dissertation (The Theory of the Universal Wave Function) unter dem Titel ‘Relative State’ Formulation of Quantum Mechanics im Fachmagazin Reviews of Modern Physics. Vorausgegangen waren unter anderem Gespräche mit einem der Begründer der Kopenhagener Interpretation, Niels Bohr, der sich ablehnend gegenüber Everetts Arbeit äußerte. Daraufhin pochte Wheeler, selbst Schüler von Bohr, auf eine Neufassung, die vor allem die scharfe Kritik Everetts an der Kopenhagener Interpretation verkürzte. Obgleich den meisten führenden Physikern Everetts Arbeit bekannt war, wurde seine Formulierung in der folgenden Dekade nahezu ignoriert. Frustriert und unverstanden zog sich Everett schließlich aus der Physik zurück und widmete sich der militärpolitischen Beratung des Pentagons in Fragen des Nukleareinsatzes.
Im Jahre 1970 veröffentlichte der amerikanische Physiker Bryce DeWitt in Physics Today einen Aufsatz mit dem Titel Quantum mechanics and reality, der die Everett’sche Interpretation aufgriff und neu zur Diskussion stellte. In diesem Aufsatz führte er auch den Begriff Many-Worlds-Interpretation ein. In den Folgejahren gewann die Viele-Welten-Interpretation stark an Popularität, was auch auf die Entwicklung der Dekohärenztheorie zurückzuführen ist. Diese geht ebenfalls von einer möglichst weitreichenden Gültigkeit der Schrödingergleichung aus, was dem Konzept der Kopenhagener Interpretation zuwiderläuft.
Auch im Bereich der Quantenkosmologie und Quantengravitation erfreute sich der Everett'sche Ansatz wachsender Beliebtheit, da er bisher die einzige Interpretation war, in der es überhaupt sinnvoll war, von einem Quantenuniversum zu sprechen. Die Idee der universellen Wellenfunktion wurde ebenfalls von einer Reihe von Physikern aufgenommen und weiterentwickelt, unter anderen Wheeler und DeWitt bei der Entwicklung der Wheeler-DeWitt-Gleichung der Quantengravitation sowie James Hartle und Stephen W. Hawking (Hartle-Hawking-Randbedingung für eine universelle Wellenfunktion). Die Viele-Welten-Interpretation entwickelte sich aus einem Nischendasein zu einer populären Interpretation, zu deren grundlegendem Ansatz sich viele der führenden Physiker des späten 20. Jahrhunderts bekannten (u. a. Murray Gell-Mann, Stephen W. Hawking, Steven Weinberg). Es wurde auch versucht, das Konzept der Viele-Welten-Interpretation weiterzuentwickeln. Daraus entstand beispielsweise die Consistent-Histories-Interpretation, die versuchte, das Grundkonzept von Everetts Ansatz, die universelle Gültigkeit der Schrödingergleichung, weiterzuführen, allerdings ohne die Existenz vieler Welten.
Neben der traditionellen Kopenhagener Interpretation gibt es auch heute noch ein starkes Interesse an der Viele-Welten-Interpretation, obgleich Einwände weiterhin kontrovers diskutiert werden. Es finden sich viele Befürworter, insbesondere im Bereich der Quantenkosmologie und der in den 1980er und 1990er Jahren entwickelten Quanteninformation. Zu den bekannteren Vertretern der Viele-Welten-Interpretation gehören der israelische Physiker David Deutsch und der deutsche Physiker Dieter Zeh, einer der Begründer der Dekohärenztheorie. Nach Zeh besteht aus empirischer Sicht ein Vorzug der VWI darin, dass sie die a priori sehr unwahrscheinliche „Feinabstimmung“ der Naturkonstanten, die Leben im Universum erst möglich gemacht hat, plausibel erklären könne, ohne auf ein starkes, zielgerichtetes anthropisches Prinzip zurückgreifen zu müssen, das an den Plan eines intelligenten Schöpfergottes erinnere und damit religiös gefärbt und nicht naturwissenschaftlich sei (Intelligent Design). Nach der VWI ist die Tatsache, dass unser Zweig des Multiversums trotz der extrem geringen Wahrscheinlichkeit intelligentes Leben ermöglicht hat, einfach nur darauf zurückzuführen, dass in vielen der unzähligen anderen Zweigen des Everett'schen Multiversums, die diese Voraussetzungen nicht bieten, keine intelligenten Lebewesen existieren, die sich diese Frage überhaupt stellen können. Wir leben also deshalb in einer lebensfreundlichen Welt, weil wir uns in den vielen lebensfeindlichen Welten, die es demnach ebenso gibt, nicht hätten entwickeln können (schwaches anthropisches Prinzip).
Widerstand gegen die VWI kommt vor allem von Physikern, welche die Quantenmechanik lediglich als Rechenanleitung im mikroskopischen Bereich sehen und ihr keine ontologische Bedeutung zusprechen oder diese für irrelevant erachten (“Shut-up-and-calculate”). Ein bekannter Vertreter dieser Position ist der deutsche Nobelpreisträger Theodor Hänsch.

## Formaler Zugang

### Grundlegende Bemerkungen
Die Viele-Welten-Interpretation bezieht sich im Wesentlichen auf ein Postulat:
Jedes isolierte System entwickelt sich gemäß der Schrödingergleichung  {\displaystyle \mathrm {i} \hbar {\frac {\partial }{\partial t}}|\psi \rangle ={\hat {H}}|\psi \rangle \,.}
Insbesondere mit dem Weglassen der Reduktion des Zustandsvektors ergeben sich aus diesem Postulat zwei wichtige Folgerungen:
1. Da das Universum als Ganzes per definitionem ein isoliertes System ist, entwickelt sich auch dieses gemäß der Schrödingergleichung.
2. Messungen können keine eindeutigen Ergebnisse haben. Stattdessen sind die unterschiedlichen Messergebnisse auch in unterschiedlichen Realitätszweigen („Welten“) realisiert (vgl. Beispiel).

Ein wichtiger Vorteil der VWI ist somit, dass sie im Gegensatz zur Kopenhagener Interpretation a priori keine Unterscheidung von klassischen und quantenmechanischen Zuständen kennt. Diese ergibt sich erst aus der Berechnung von Dekohärenzzeiten; bei einer sehr kleinen Dekohärenzzeit kann ein System als quasiklassisch betrachtet werden. Rein formal ist allerdings in der VWI jedes System zunächst ein Quantensystem.

### Relative Zustände
Everett entwickelte seinen Ansatz zunächst von einem Konzept der relativen Zustände, die er wie folgt einführte:
Ein Gesamtsystem {\displaystyle S} bestehe aus zwei Teilsystemen {\displaystyle S_{1}} und {\displaystyle S_{2}}, der Hilbertraum des Gesamtsystems {\displaystyle {\mathcal {H}}} ist das Tensorprodukt der Hilberträume der beiden Teilsysteme. {\displaystyle S} sei in einem reinen Zustand {\displaystyle |\Psi \rangle }, dann gibt es zu jedem Zustand {\displaystyle |X\rangle } von {\displaystyle S_{1}} einen relativen Zustand {\displaystyle |Y\rangle } von {\displaystyle S_{2}}. Damit lässt sich der Zustand des Gesamtsystems als
{\displaystyle |\Psi \rangle =\sum _{i,j}\alpha _{ij}|X_{i}\rangle |Y_{j}\rangle }
schreiben, wobei {\displaystyle |X_{i}\rangle } und {\displaystyle |Y_{j}\rangle } Basen der Teilsysteme sind. Für beliebige {\displaystyle |X_{k}\rangle } lässt sich nun ein relativer Zustand im Bezug auf das Gesamtsystem folgendermaßen konstruieren:
{\displaystyle |\Psi ;X_{k,\mathrm {rel} }\rangle =N_{k}\sum _{j}\alpha _{kj}|Y_{j}\rangle },
wobei {\displaystyle N_{k}} eine Normierungskonstante ist. Dieser Zustand des Systems ist unabhängig von der Wahl der Basis {\displaystyle \{|X_{k}\rangle \}}. Es gilt außerdem:
{\displaystyle |\Psi \rangle =\sum _{k}{\frac {1}{N_{k}}}|X_{k}\rangle |\Psi ;X_{k,rel}\rangle =\sum _{k}\sum _{j}\alpha _{kj}|X_{k}\rangle |Y_{j}\rangle }
Somit ist es offensichtlich sinnlos, den Teilsystemen bestimmte (unabhängige) Zustände zuzuordnen. Es ist nur möglich, einem Teilsystem einen relativen Zustand bezüglich eines bestimmten Zustandes des anderen Teilsystems zuzuordnen. Die Zustände der Teilsysteme sind somit korreliert. Daraus folgt eine fundamentale Relativität der Zustände bei der Betrachtung zusammengesetzter Systeme.
Einfache zusammengesetzte Systeme sind beispielsweise verschränkte Systeme wie bei Experimenten zur Verletzung der Bellschen Ungleichung: In diesem Fall kommen beide Spinkomponenten als Basis infrage. Es ist erst möglich, eine sinnvolle Aussage über den Zustand eines Teilsystems zu machen, wenn der Zustand des anderen Systems feststeht. Dadurch ist es auch nicht sinnvoll, von einer absoluten Zerlegung des Zustands des Gesamtsystems nach Zuständen der beiden Teilsysteme zu sprechen, sondern nur von einer relativen Zerlegung bezüglich eines bestimmten Zustandes der beiden Teilsysteme.

### Der Beobachtungsprozess
Der Beobachter mit den o. g. Eigenschaften wird durch einen Zustandsvektor {\displaystyle \Psi _{[a,b,c,\dots ]}^{B}} beschrieben, wobei {\displaystyle a,b,c,\dots } die Ereignisse sind, die der Beobachter bisher registriert hat.
Everett untersuchte mehrere Fälle von Beobachtungen. Dabei lässt sich das zu untersuchende Quantensystem stets durch den Zustand {\displaystyle \sum _{n}a_{n}|S_{n}\rangle } beschreiben. Die Zustände des Beobachters seien dabei zu verschiedenen Messdaten klassisch unterscheidbar, es gibt keine Kohärenzen zwischen einzelnen Zuständen des Beobachters.
Everett betrachtete nun zunächst mehrfache Beobachtungen eines Systems:
{\displaystyle \sum _{n}a_{n}|S_{n}\rangle \otimes \Psi _{[\dots ]}^{B}\longrightarrow \sum _{n}a_{n}|S_{n}\rangle \otimes \Psi _{[\dots ,S_{n}]}^{B}\longrightarrow \sum _{n}a_{n}|S_{n}\rangle \otimes \Psi _{[\dots ,S_{n},S_{n}]}^{B}}
Registriert der Beobachter einmal das Ergebnis {\displaystyle S_{n}}, so wird die Messung stets dasselbe Ergebnis ergeben, Wiederholung des Experiments am selben System führt daher zum selben Ergebnis. Analoge Betrachtungen zeigen, dass die Durchführung derselben Messung an verschiedenen, identisch präparierten Systemen, im Allgemeinen zu verschiedenen Messergebnissen führt sowie dass mehrere Beobachter am selben System auch immer dasselbe messen.
Das nächste Ziel ist es nun, einer Sequenz von Messungen {\displaystyle [S_{n_{1}}^{1},S_{n_{2}}^{2},\dots ,S_{n_{N}}^{N}]} ein Maß zuzuordnen, das für einen Beobachter innerhalb des Systems die Wahrscheinlichkeit der Beobachtung einer bestimmten Sequenz darstellt. Dazu betrachtete Everett zunächst eine Superposition orthonormierter Zustände {\displaystyle \phi _{i}}, die durch
{\displaystyle \alpha \phi '=\sum _{i}a_{i}\phi _{i}}
gegeben ist, wobei {\displaystyle \phi '} bereits normiert sein soll. Damit ist direkt ersichtlich, dass {\displaystyle |\alpha |^{2}=\sum _{i}a_{i}^{*}a_{i}} gilt. Nun forderte Everett, dass das Maß für den Zustand {\displaystyle \phi '}, das nur von {\displaystyle |\alpha |} abhängen kann, gleich der Summe der Maße der {\displaystyle \phi _{i}} ist, damit gilt:
{\displaystyle m(\alpha )=m\left({\sqrt {\sum _{i}a_{i}^{*}a_{i}}}\right)=\sum _{i}a_{i}^{*}a_{i}}
Diese Gleichung hat als einzige Lösung {\displaystyle m(a_{i})=ca_{i}^{*}a_{i}}, somit hat eine Ereigniskette der o. g. Form das Maß
{\displaystyle m\left[S_{n_{1}}^{1},S_{n_{2}}^{2},\dots ,S_{n_{N}}^{N}\right]=\prod _{i}a_{i}^{*}a_{i}}
Wird dies faktorisiert, so kann {\displaystyle a_{i}^{*}a_{i}} als Wahrscheinlichkeit für das Ereignis {\displaystyle S_{i}} aufgefasst werden, was der Born'schen Regel entspricht.
Es existieren auch andere Herleitungen der Born'schen Regel aus dem reduzierten Satz von Axiomen, bekannt sind u. a. die von Deutsch und Hartle.

## Beispiel
Als Beispiel kann ein Doppelspaltexperiment mit einem einzigen Teilchen (z. B. ein Elektron) herangezogen werden. Ein Beobachter misst dabei, durch welches Loch das Teilchen gegangen ist. Das System Doppelspalt-Beobachter sei näherungsweise isoliert. Das Teilchen kann an Spalt 1 oder Spalt 2 registriert werden, dies seien die (orthogonalen) Zustände {\displaystyle |1\rangle } und {\displaystyle |2\rangle }. Des Weiteren wettet der Beobachter einen Geldbetrag darauf, dass das Teilchen bei Spalt 1 registriert wird, seine Erwartungshaltung {\displaystyle |{\ddot {-}}\rangle } wird sich also bei der Messung in Freude {\displaystyle |{\ddot {\smile }}\rangle } oder Enttäuschung {\displaystyle |{\ddot {\frown }}\rangle } umwandeln.
Nun kann gemäß der Schrödingergleichung ein unitärer Zeitentwicklungsoperator {\displaystyle U} definiert werden. Dieser muss dementsprechend die Form {\displaystyle U=e^{-iH\tau /\hbar }} haben. Bezogen auf das Experiment sind folgende Anforderungen an den Operator gestellt:
- {\displaystyle U\left(|1\rangle \otimes |{\ddot {-}}\rangle \right)=|1\rangle \otimes |{\ddot {\smile }}\rangle } (Der Beobachter ist glücklich, wenn das Teilchen bei Spalt 1 registriert wird.)
- {\displaystyle U(|2\rangle \otimes |{\ddot {-}}\rangle )=|2\rangle \otimes |{\ddot {\frown }}\rangle } (Der Beobachter ist enttäuscht, wenn das Teilchen bei Spalt 2 registriert wird.)

Vor der Messung befindet sich das Teilchen in Superposition von zwei Zuständen, {\displaystyle |\psi ^{T}\rangle =|1\rangle +|2\rangle }, der Beobachter befindet sich in Erwartungshaltung {\displaystyle |\psi ^{B}\rangle =|{\ddot {-}}\rangle }, der Zustand des Gesamtsystems ist also {\displaystyle |\psi _{\mathrm {ges} }\rangle =|\psi ^{T}\rangle \otimes |\psi ^{B}\rangle =(|1\rangle +|2\rangle )\otimes |{\ddot {-}}\rangle }. Wird nun die Messung durchgeführt, so wird dies mathematisch beschrieben, indem der Operator {\displaystyle U} auf den Zustand des Gesamtsystems {\displaystyle |\psi _{\mathrm {ges} }\rangle } angewandt wird:
{\displaystyle |\psi _{\mathrm {ges} }\rangle \longrightarrow U|\psi _{\mathrm {ges} }\rangle =U\left[(|1\rangle +|2\rangle )\otimes |{\ddot {-}}\rangle \right]=|1\rangle \otimes |{\ddot {\smile }}\rangle +|2\rangle \otimes |{\ddot {\frown }}\rangle }
Das Ergebnis ist also eine Superposition des zusammengesetzten Systems Teilchen am Doppelspalt und Beobachter. Dies ist offensichtlich kein eindeutiges Ergebnis, stattdessen findet sich eine Superposition der zwei möglichen Ergebnisse. Dieses Ergebnis wird in der VWI so interpretiert, dass sich im Augenblick der Messung das Universum verzweigt und die beiden mathematisch geforderten Ergebnisse in verschiedenen Welten realisiert sind. Dies ist konsistent, da der glückliche Beobachter formal keine Möglichkeit hat, mit dem unglücklichen Beobachter zu interagieren: Die beiden Zustände stehen im Konfigurationsraum vollständig orthogonal aufeinander. Somit ist durch die mathematische Struktur dieses Ergebnisses jegliche Interaktion ausgeschlossen.
Anhand dieses Beispiels kann auch ein weiterer wichtiger Umstand illustriert werden: Es findet an keiner Stelle eine nicht durch den Formalismus induzierte Aufspaltung statt. Die stattfindende Verzweigung ist vollständig durch die Dynamik der Zustände von Beobachter und System beschrieben. Sie ist also kein weiteres, unabhängiges Postulat. Dies bedeutet, dass der Messprozess in der VWI keine ausgezeichnete Bedeutung hat – er wird lediglich als Unterklasse gewöhnlicher Interaktionen behandelt.

## Kritik

### Ontologie

Veranschaulichung der Separation des Universums aufgrund zweier überlagerter und verschränkter quantenmechanischer Zustände anhand von Schrödingers Katze

Der wohl bekannteste und häufigste Kritikpunkt an der VWI betrifft ihre Ontologie: Ihr wird vorgeworfen, das Prinzip der Einfachheit (Ockhams Rasiermesser) zu verletzen, da sie zwar die Existenz von Myriaden verschiedener Welten voraussagt, jedoch selber den Beweis dafür liefert, dass diese nicht beobachtbar sind. Vertreter der VWI halten dem entgegen, dass die vielen Welten kein unabhängiges Postulat sind, sondern aus der universellen Gültigkeit der Schrödingergleichung folgen, also aus der konsequenten Anwendung einer empirisch gestützten Theorie. Dies verkürze und vereinfache die Axiomatik der Quantenmechanik. Demzufolge bevorzuge Ockhams Rasiermesser die VWI vor der Kopenhagener Interpretation. Ockhams Rasiermesser sei nicht auf bloße Existenzpostulate anzuwenden, sondern auf die dahinter stehenden theoretischen Annahmen. So gehe man schließlich auch davon aus, dass auch im Inneren von schwarzen Löchern die Relativitätstheorie ihre Gültigkeit behalte, auch wenn sich dies nicht direkt beobachten lässt. Die Kopenhagener Interpretation basiere demnach v. a. auf dem suggestiven Effekt menschlicher Alltagswahrnehmungen, mache aber unnötige zusätzliche Annahmen, nur um nicht mit diesen in Konflikt zu geraten. Die Tatsache, dass Menschen keine makroskopischen Superpositionen wahrnehmen können, folge nach der VWI trivialerweise aus der Dekohärenz der Neuronen in unseren Gehirnen und aus der Beschaffenheit des menschlichen Bewusstseins. Daher bestehe gar keine Notwendigkeit, dem im Experiment zu beobachtenden Kollaps der Wellenfunktion mehr als nur subjektiven Charakter beizumessen. Die Kopenhagener Interpretation deute diesen Kollaps jedoch unnötigerweise in einem „objektiven“, absoluten Sinne und nehme dafür sogar in Kauf, dass er sich weder mathematisch beschreiben, noch plausibel theoretisch begründen lässt. Damit verletze sie das Prinzip der Einfachheit, während die VWI tatsächlich keine zusätzlichen Annahmen beinhalte, die über die bloße, experimentell gestützte Theorie hinausgehen.

### Determinismusproblem
Ein von Kritikern häufig hervorgehobenes Problem der Viele-Welten-Interpretation ist die Frage, wie sie die Zufälligkeit von Quantenereignissen erklären kann. Gemäß der VWI wird bei einer Messung jedes Ergebnis tatsächlich realisiert. Dies wirft die Frage auf, inwiefern es sinnvoll ist, von einer Wahrscheinlichkeit zu sprechen, wenn doch tatsächlich alle Ergebnisse eintreten. Die Kritiker betonen, dass die VWI einen „übernatürlichen Beobachter“ erfordere, um die Wahrscheinlichkeitsinterpretation von Messungen überhaupt plausibel zu machen. Selbst dann würden die Erfahrungen realer Beobachter nicht erklärt. Vertreter der VWI pochen hier auf eine strikte Unterscheidung von Außen- und Innenperspektive und argumentieren, dass für einen Beobachter aus der Innenperspektive ein Ereignis trotz der deterministischen Entwicklung eines Zustandes gemäß der Schrödingergleichung zufällig wirken kann.

### Basisproblem
Ein ebenfalls häufig geäußerter Kritikpunkt an der VWI ist das so genannte Basisproblem (Problem of preferred Basis). Da der Formalismus von den Axiomen her keine bevorzugte Basis festlegt, gibt es abgesehen von der intuitiv gewählten Aufspaltung in die klassischen Basiszustände stets unendlich viele Möglichkeiten für die Aufspaltung eines Quantenzustandes in verschiedene Welten. 1998 gelang es allerdings Wojciech Zurek mit Methoden der Dekohärenztheorie zu zeigen, dass die klassischen Basen durch die Struktur des Hamiltonoperators sowie den Wert der Planck-Konstante mathematisch insofern bevorzugt sind, als dass sie über einen längeren Zeitraum stabil sind. Dies hat zur Folge, dass die Objekte in diesen Zuständen lange genug bestehen, um von quasiklassischen Messgeräten wahrgenommen werden zu können. Verschiedene Physiker weisen außerdem darauf hin, dass die Frage nach der bevorzugten Basis bzw. der Umstand, dass man wohldefinierte Objekte in klassischen, makroskopischen Zuständen wahrnimmt, wohl auch mit der Evolution des Menschen in diesem Universum zusammenhänge.

### Metaphysikeinwand
Carl Friedrich von Weizsäcker weist darauf hin, dass kein nennenswerter Unterschied zwischen der VWI und der Kopenhagener Interpretation im Rahmen einer Modallogik zeitlicher Aussagen bestehe, wenn rein semantisch „wirkliche Welten“ durch „mögliche Welten“ ersetzt werde: Die vielen Welten beschreiben den sich durch die Schrödingergleichung entwickelnden Möglichkeitsraum; die von einem realen Beobachter gemachte Beobachtung ist die Realisierung einer der formal möglichen Welten. Weizsäcker erkennt an, dass der Everett'sche Ansatz der einzige unter den üblichen Alternativen sei, der „nicht hinter das schon von der Quantentheorie erreichte Verständnis zurück-, sondern vorwärts über sie hinausstrebt“. Everett sei jedoch „konservativ“ bei der Gleichsetzung von Realität und Faktizität geblieben. Sein eigentlicher – philosophischer – Einwand gegen die VWI sei, dass die Existenz einer Menge von Ereignissen („Welten“) gefordert werde, die „nicht Phänomene werden können“. Die Quantenphysik sei aber gerade aus dem Versuch gefolgert, Phänomene konsistent zu beschreiben und vorherzusagen.
Schon Werner Heisenberg schrieb in Die physikalischen Prinzipien der Quantentheorie:
„Man muss hier daran denken, dass die menschliche Sprache ganz allgemein erlaubt, Sätze zu bilden, aus denen keine Konsequenzen gezogen werden können, die also eigentlich völlig inhaltsleer sind, obwohl sie eine Art von anschaulicher Vorstellung vermitteln. So führt z. B. die Behauptung, dass es neben unserer Welt noch eine zweite gebe, mit der jedoch prinzipiell keinerlei Verbindung möglich sei, zu gar keiner Folgerung; trotzdem entsteht in unserer Phantasie bei dieser Behauptung eine Art von Bild.“:Fußnote Seite 11 Anton Zeilinger kommentiert in seinem Geleitwort zur zitierten Auflage von Heisenbergs Buch diesen Satz mit: „Eine Besinnung auf Aussagen dieser Art würde so manche der heutigen Interpretationsdiskussionen beträchtlich abkürzen“.:Seite VI